# Tsogttsetsii

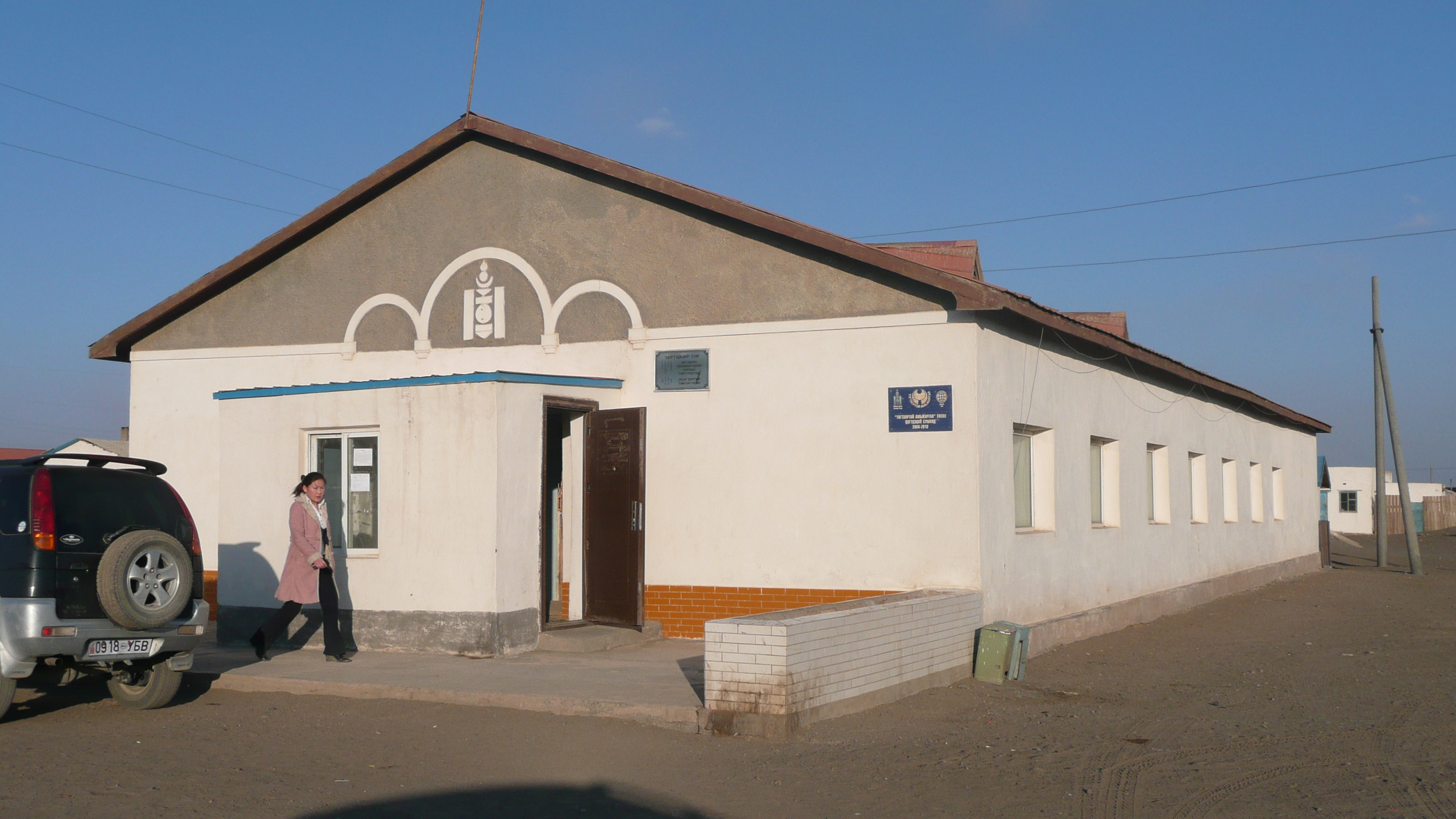
Verwaltung von Tsogttsetsii

Tsogttsetsii (mongolisch Цогтцэций) ist ein Landkreis (Sum) in der Provinz Süd-Gobi (Ömnö-Gobi-Aimag) im Süden der Mongolei unmittelbar an der Grenze zu China. Die Fläche beträgt 7.246 km². Lebten im Jahr 1994 insgesamt 1.990 Menschen dort, so erhöhte sich diese Zahl auf 2.642 im Jahr 2009. Davon leben 1.043 im Zentrum dieses Landkreises.
Durch die Bergbau-Projekte in der Region wird sich nach Einschätzung des Mongolischen Ministeriums für Bauen und Stadt-Entwicklung die Bevölkerungszahl in Tsogttsetsii bis zum Jahr 2020 auf 37.500 erhöhen.

## Wirtschaft und Infrastruktur

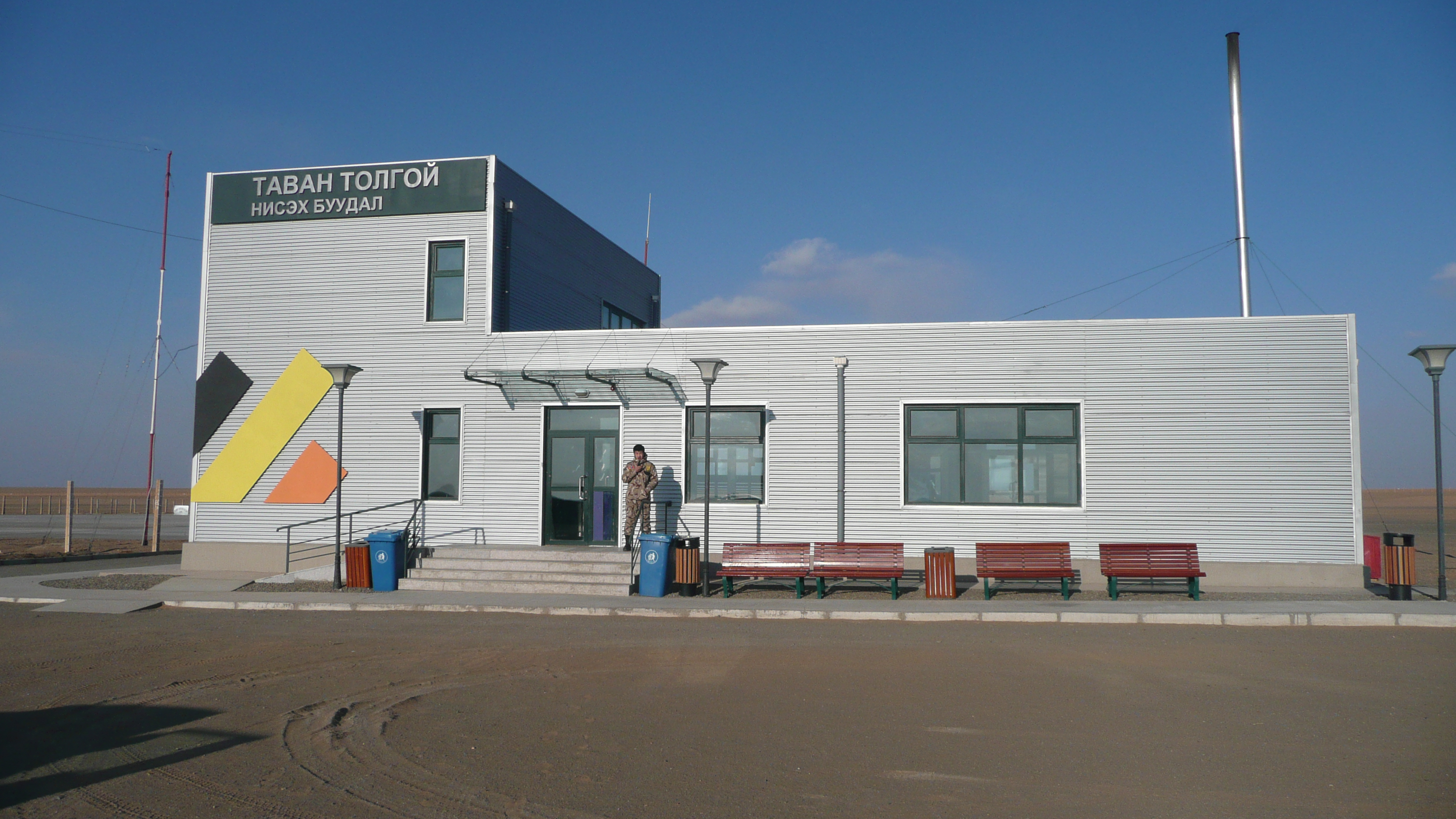
UHG-Flughafen von Tsogttsetsii

Die wirtschaftliche Bedeutung dieses Gebietes findet ihren Ausdruck im Steinkohle-Tagebau-Gebiet Tawan Tolgoi, das sich 15 km südwestlich vom Zentrum des Landkreises befindet. 
Im Zusammenhang mit dem UHG-Projekt in Tawan Tolgoi hat das private Unternehmen Energy Resources nördlich vom Sum-Zentrum im Jahr 2009 einen Flughafen (UHG) errichtet, den mongolische Fluggesellschaften auch über die Beförderung der Mitarbeiter von UHG hinaus mehrmals wöchentlich nutzen.  Zum Flughafen führt eine Schotterstraße, während bislang die geförderte Steinkohle auf Sandpisten mit schweren Lastkraftwagen durch die Gobi-Wüste zur chinesischen Grenze gebracht wird.